# Thuja standishii
Thuja standishii är en cypressväxtart som först beskrevs av George Gordon, och fick sitt nu gällande namn av Élie Abel Carrière. Thuja standishii ingår i släktet tujor och familjen cypressväxter. Inga underarter finns listade i Catalogue of Life.
Arten förekommer ursprunglig i Japan på öarna Honshu och Shikoku. Den växer i kulliga områden och i bergstrakter mellan 250 och 2500 meter över havet. Den hittas ofta på klippiga sluttningar som är riktade mot norr.
Thuja standishii blir ibland 15 meter hög. Den ingår vanligen i barrskogar eller blandskogar tillsammans med andra barrträd som nikkogran, japansk ädelcypress, ärtcypress, hiba, Tsuga diversifolia, Picea jezoensis, Pinus parviflora och japansk lärk samt med lövträd som kamtjatkabjörk, Betula corylifolia, Fagus crenata, Quercus mongolica och Zelkova serrata.
Thuja standishii planterades under 1600-talet och 1700-talet endast i kungliga trädgårdar. För att nyttja det hög uppskattade träet från arten fälldes troligtvis flera större exemplar från vilda bestånd vad som minskade den ursprungliga populationen. IUCN uppskattar att hela beståndet minskade med 20 till 29 procent under de gångna 75 åren (räknad från 2013) och listar arten som nära hotad (NT).

## Bildgalleri

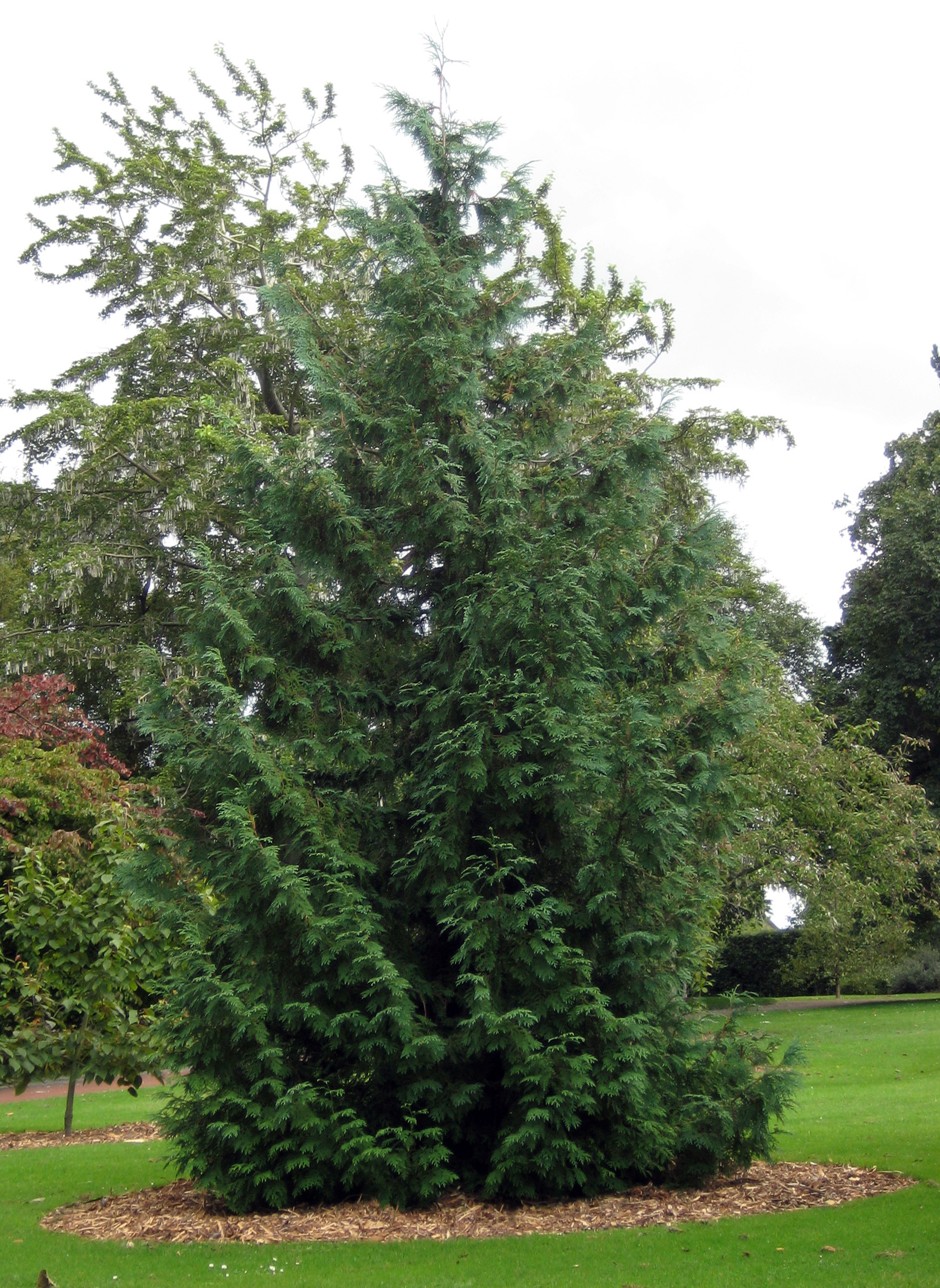
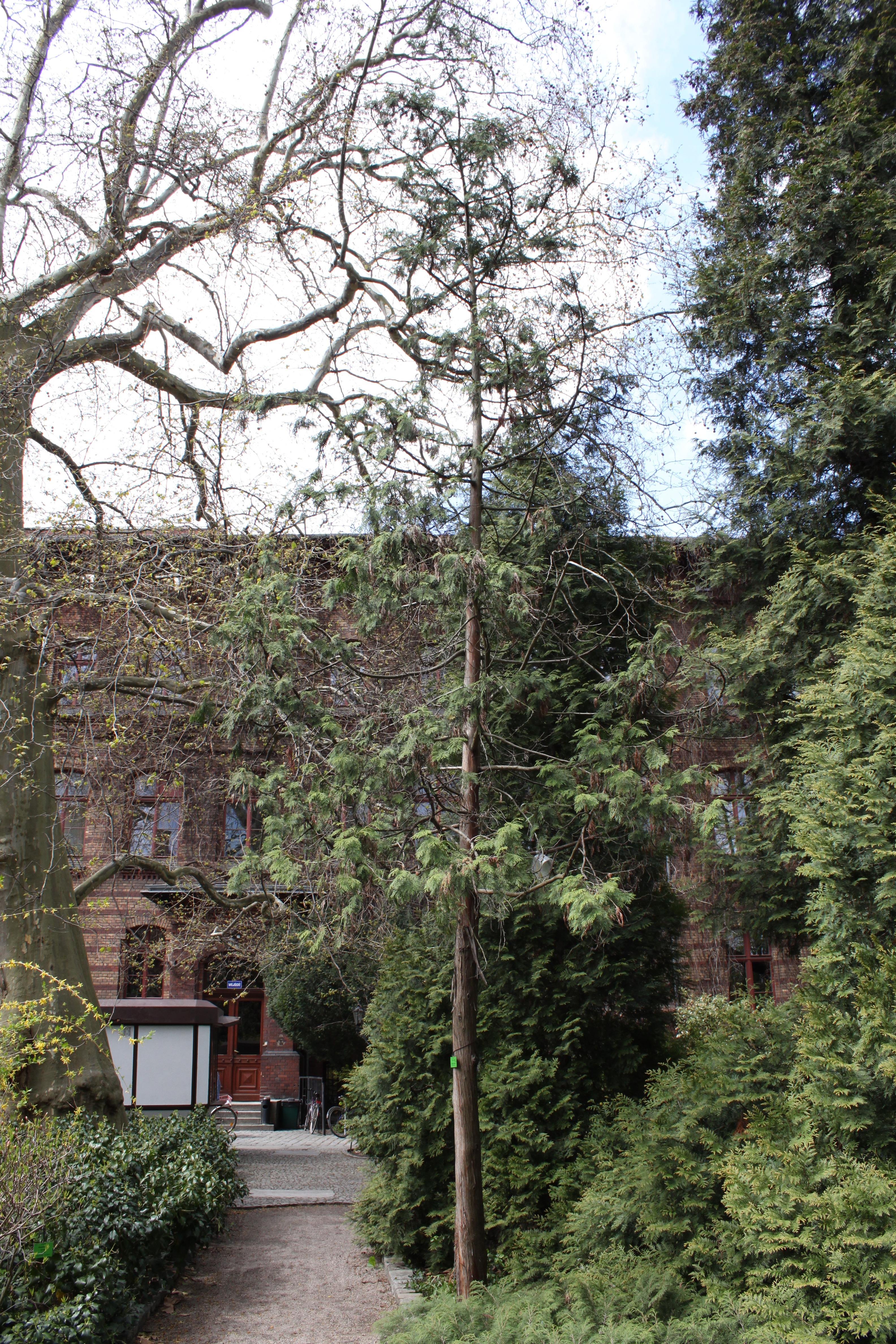
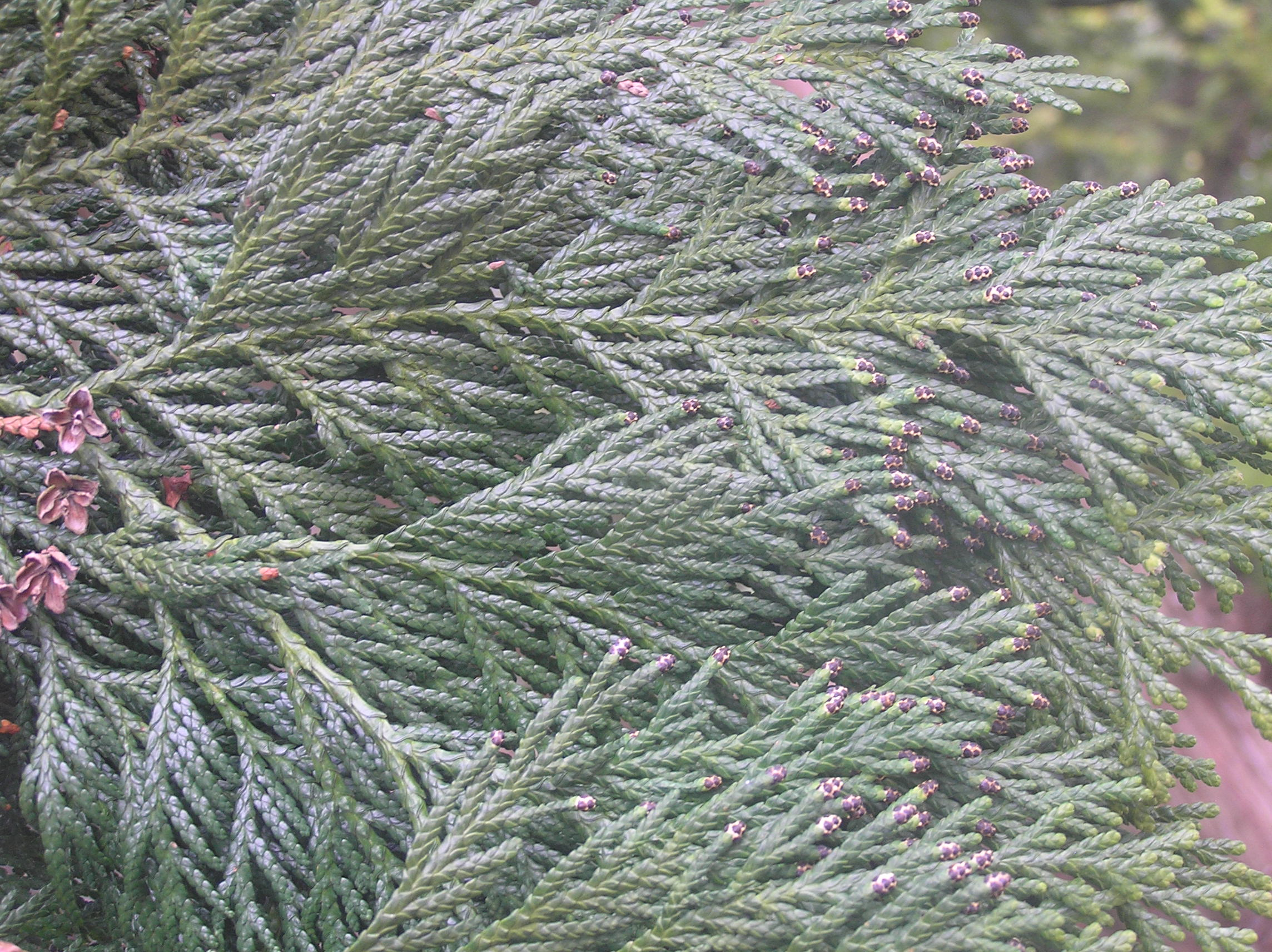
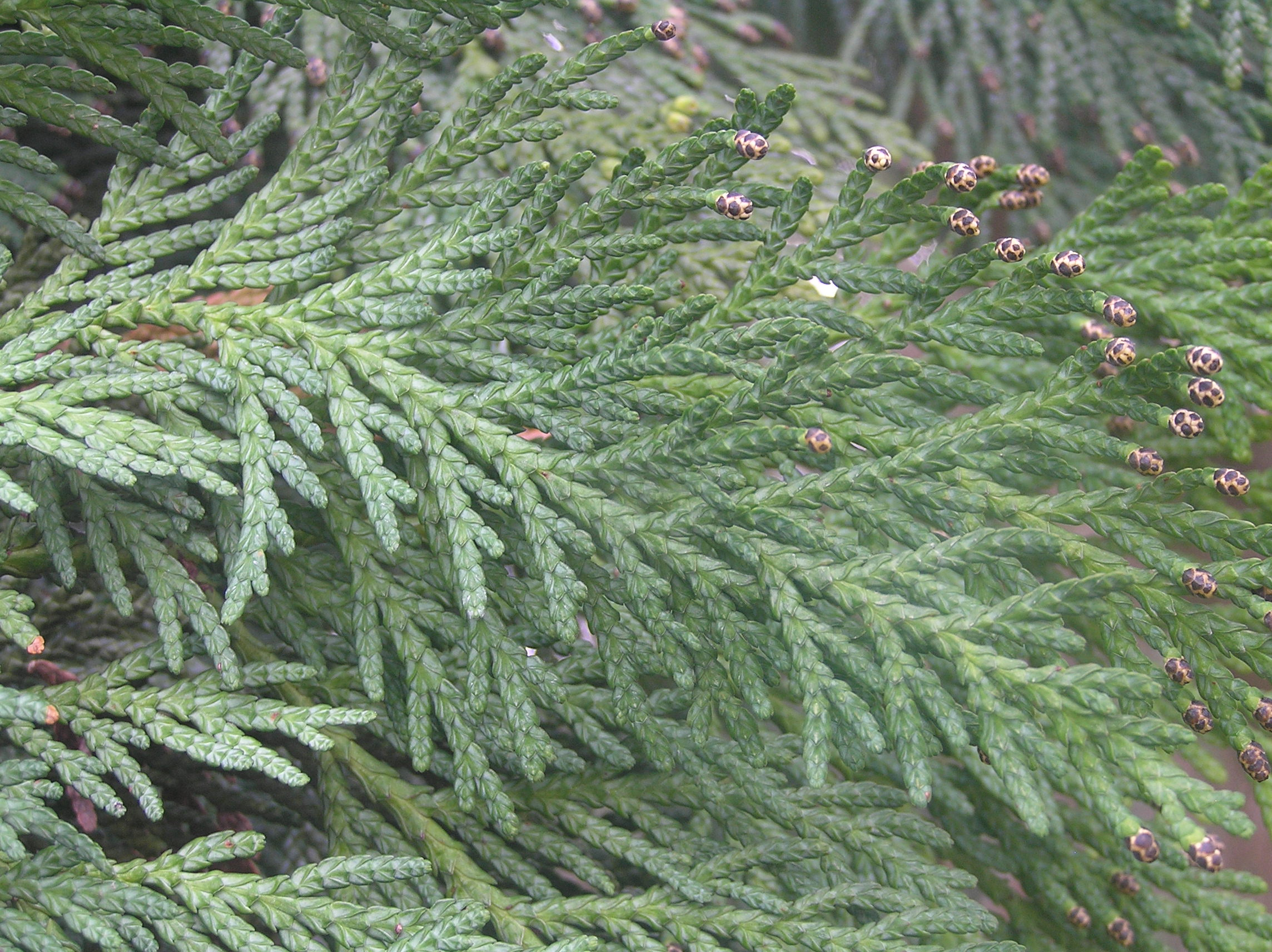
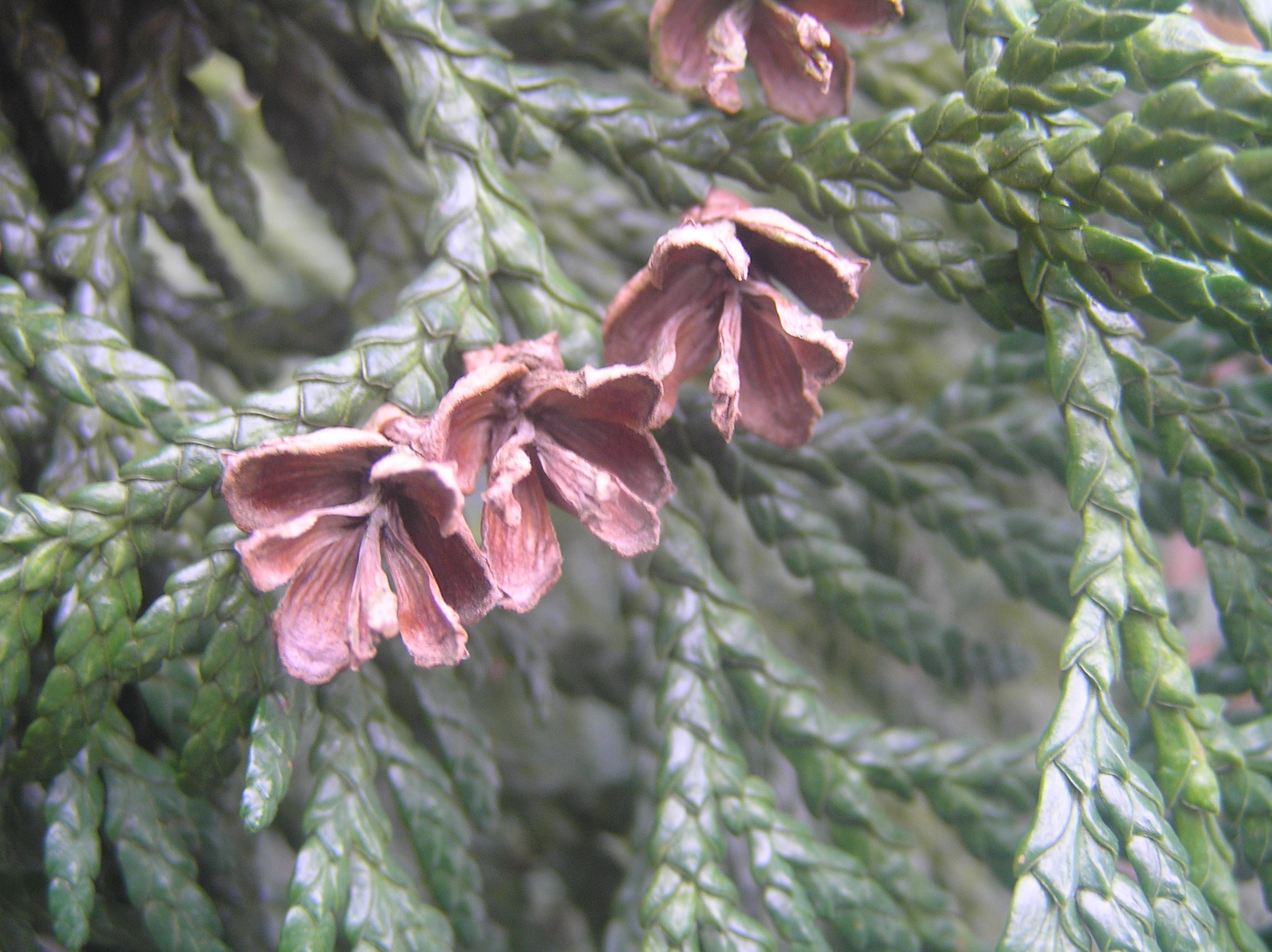